# Hildburghausen
Hildburghausen è una città della Turingia, nella Germania centrale, capoluogo del circondario omonimo; sorge sul fiume Werra, a 20 km a Sud di Suhl e 25 km a Nord-Ovest di Coburgo.
Hildburghausen fu la capitale della Sassonia-Hildburghausen fino alla sua dissoluzione nel 1826, quando passò alla Sassonia-Meiningen. La città divenne parte del nuovo Stato della Turingia nel 1920.
In questa città è nato l'atleta Ronald Weigel.